# Kinhin
O Kinhin é uma forma de meditação realizada em movimento , geralmente uma caminhada onde os passos seguem o ritmo da respiração. Pode ser feita em círculos em um ambiente fechado ou de forma mais ampla em ambiente aberto.
No budismo meditar é um conceito diferente se comparado ao cristianismo ou islamismo. Meditação é esvaziar a mente, não pensar em nada, exaurir-se de si, existir por completo e somente isto. Desta maneira, para meditar não é necessário sentar-se como no zazen, é possível atingir este estado caminhando como no Kinhin.

## Parábolas Budistas para Compreender o Kinhin
Um díscipulo meditava sentado do lado de fora do templo durante uma manhã de outono. Seu mestre aproximou-se dele e perguntou:
O que está fazendo aí sentado?
Meditando, Mestre. Enquanto medito torno-me um Buda...
E para onde Buda vai quando você se levanta?